# Cinthia Knoth
Cinthia Knoth (Rio de Janeiro, 18 de agosto de 1962) é uma velejadora e educadora física brasileira. Representou o Brasil nos Jogos Olímpicos de Verão de 1988 na categoria por 470 na vela.

## Biografia

### Primeiros anos e formação acadêmica
Cinthia Knoth nasceu no Rio de Janeiro, capital do estado do Rio de Janeiro, no ano de 1962. Formou-se no curso de educação física pela Universidade Federal do Rio de Janeiro (UFRJ).

### Carreira
Venceu diversas provas no circuito da vela e do iatismo brasileiro. Foi bicampeã brasileira e campeã europeia de prancha à vela. Além de ser tetracampeã brasileira e campeã sul-americana de 470. Integrou a delegação do Brasil, nos Jogos Olímpicos de Verão de 1988, realizados em Seul, na Coreia do Sul. Juntamente com a velejadora Márcia Pellicano, alcançou o décimo sexto lugar na categoria de 470.

Na década de 1990, fundou o CL Vela, juntamente com o iatista Luiz Evangelista, conhecido como Lula. O CL Vela é uma escola de iatismo localizada na cidade do Rio de Janeiro, oferecendo cursos e treinamento para atletas. Atualmente, trabalha como coordenadora dos cursos de vela em tradicionais clubes do Rio de Janeiro, o primeiro o Marina da Glória, localizado no Aterro do Flamengo, e no Iate Clube do Rio de Janeiro (ICRJ), nas Laranjeiras.